# Seventeen (tạp chí)
Seventeen là một tạp chí dành cho thiếu nữ tuổi từ 14 đến 21, phát hành ở Hoa Kỳ. Tạp chí thiên về thời trang và tình cảm trong bài vở, và khuyến khích những cô gái trẻ nên có sự tự tin. Tạp chí được chia ra các phần sau đây: thời trang, sắc đẹp, sức khỏe, tình yêu và cuộc sống. Trong mỗi số báo, có những tiếc mục: "Thơ từ chủ bút", mục tử vi, "Traumarama", "Bạn nghĩ gì!" và một tiếc về "Những món cho không."

## Các chủ bút
- Helen Valentine (1944-1953)
- Enid A. Haupt (1953-1970)
- Midge Richardson
- Caroline Miller
- Mia Fausto Cruz
- Simon Dumenco
- Meredith Berlin
- Sabrina Weill
- Annemarie Iverson
- Atoosa Rubenstein (2003-2007)
- Ann Shoket (2007-cho đến nay)

## Các người mẫu trên trang bìa
- 1950 - Helen Ryan
- 1955 - Dolores Hawkins
- 1965 - Colleen Corby
- 1967 - Twiggy
- 1973 - Robert Redford and Bonnie Lyschir
- 1976 - Dorothy Hamill
- 1988 - Milla Jovovich
- 1990 - Cameron Diaz
- 1993 - Drew Barrymore
- 1995 - Alicia Silverstone
- 1997 - Ivanka Trump
- 1998 - Leonardo DiCaprio
- Tháng 4 2002 - Kelly Clarkson
- Tháng 12 2006 - Paris Hilton
- Tháng 10 2007 - Hilary Duff
- Tháng 6 2008/May. 2009/Dec. 2010 - Taylor Swift
- Tháng 7 2008 - Whitney Thomson
- Tháng 12 2008/Jan. 2009 - Miley Cyrus
- Tháng 9 2009 - Selena Gomez
- Tháng 11 2010 - Kristen Stewart
- Tháng 3 2011 - Miranda Cosgrove
- THáng 4 2011 - Victoria Justice
- Tháng 6 2011 - Lucy Hale
- Tháng 8 2011 - Emma Watson
- Tháng 9 2011 - Ashley Benson
- Tháng 10 2011 - Taylor Lautner
- Tháng 11 2011 - Heather Morris
- Tháng 12 2011/Jan. 2012 - Nikki Reed
- Tháng 2 2012 - Demi Lovato
- Tháng 3 2012 - Lilly Collins
- Tháng 4 2012 - Jennifer Lawrence
- Tháng 5 2012 - Chloë Moretz & Justin Bieber (Double Cover)
- Tháng 6/7 2012 - Sarah Hyland